# یواس‌اس نشویل (پی‌جی-۷)
یواس‌اس نشویل (پی‌جی-۷) (به انگلیسی: USS Nashville (PG-7)) یک کشتی بود که طول آن ۲۳۳ فوت ۸ اینچ (۷۱٫۲۲ متر) بود. این کشتی در سال ۱۸۹۵ ساخته شد.